# IPhone 3GS
iPhone 3GS — третє покоління сенсорних смартфонів від корпорації Apple.
IPhone 3GS був презентований 9 червня 2009 року на Worldwide Developers Conference в Сан-Франциско. Продажі розпочались 19 червня 2009 року. На смартфоні була попередньо встановлена операційна система iPhone OS 3.0.
За заявами представників Apple, новинка мала приблизно вдвічі більшу швидкість роботи деяких додатків (буква S — скорочення від англ. «Speed» — «швидкість»). Телефон оснащений новими акумулятором і процесором, 3 — мегапіксельною камерою з автофокусом і підтримкою запису VGA-відео з частотою 30 кадрів в секунду, можливістю зйомки HDR-фотографій (починаючи з iOS версії 4.1), цифровим компасом, забезпечує апаратне шифрування даних для захисту даних користувача, має функцію голосового управління і поставляється також у конфігурації з 32 ГБ вбудованої пам'яті. З виходом iPhone 4, моделі iPhone 3GS з 16 і 32 ГБ вбудованої пам'яті були зняті з виробництва і були замінені на модель з 8 ГБ вбудованої пам'яті.
Заявлена вартість iPhone 3GS з дворічним контрактом від AT&T в момент початку продаж становила 199 доларів за модель з 16 ГБ і 299 доларів за модель з 32 ГБ вбудованої пам'яті.
Знятий з виробництва 12 вересня 2012 року.

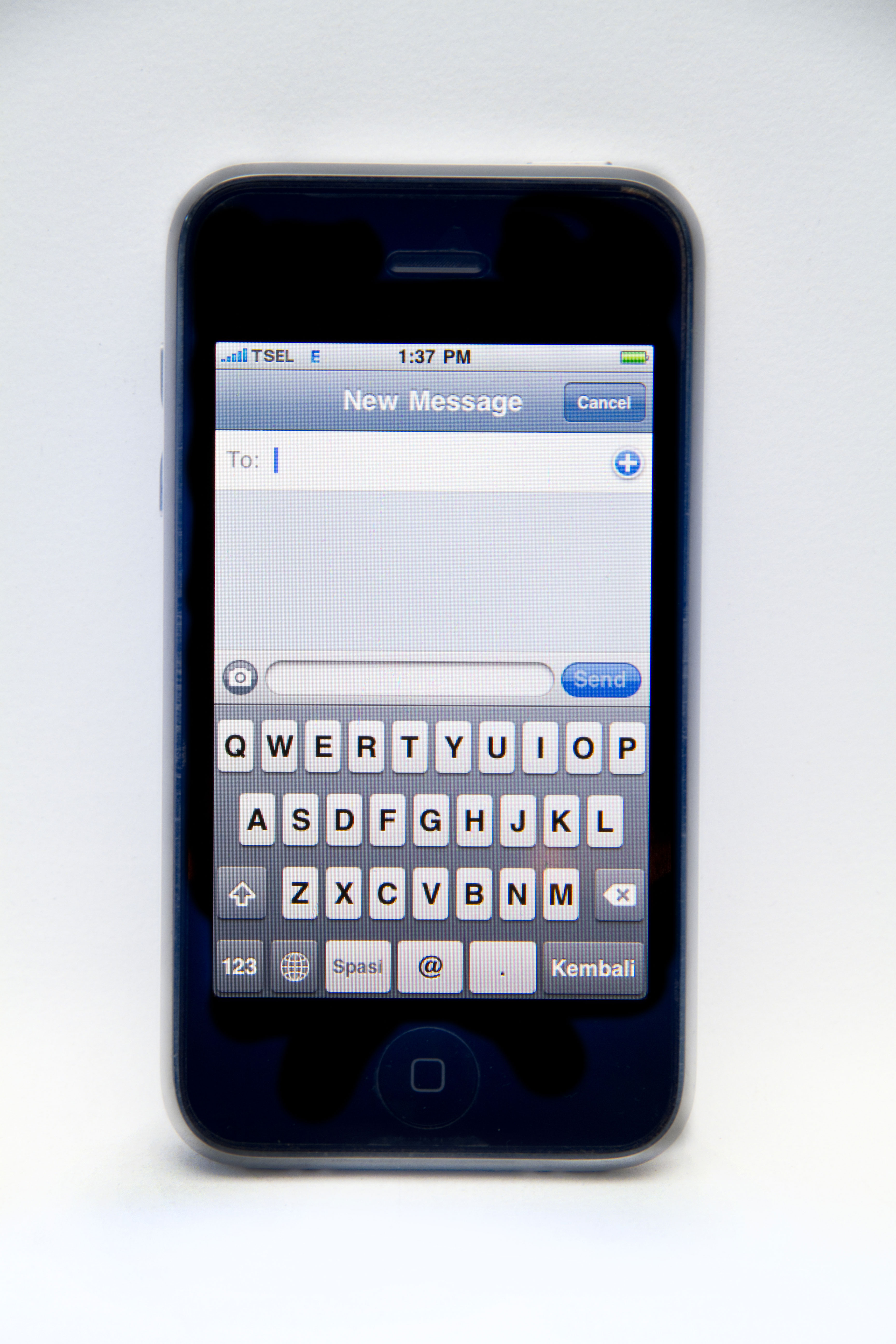
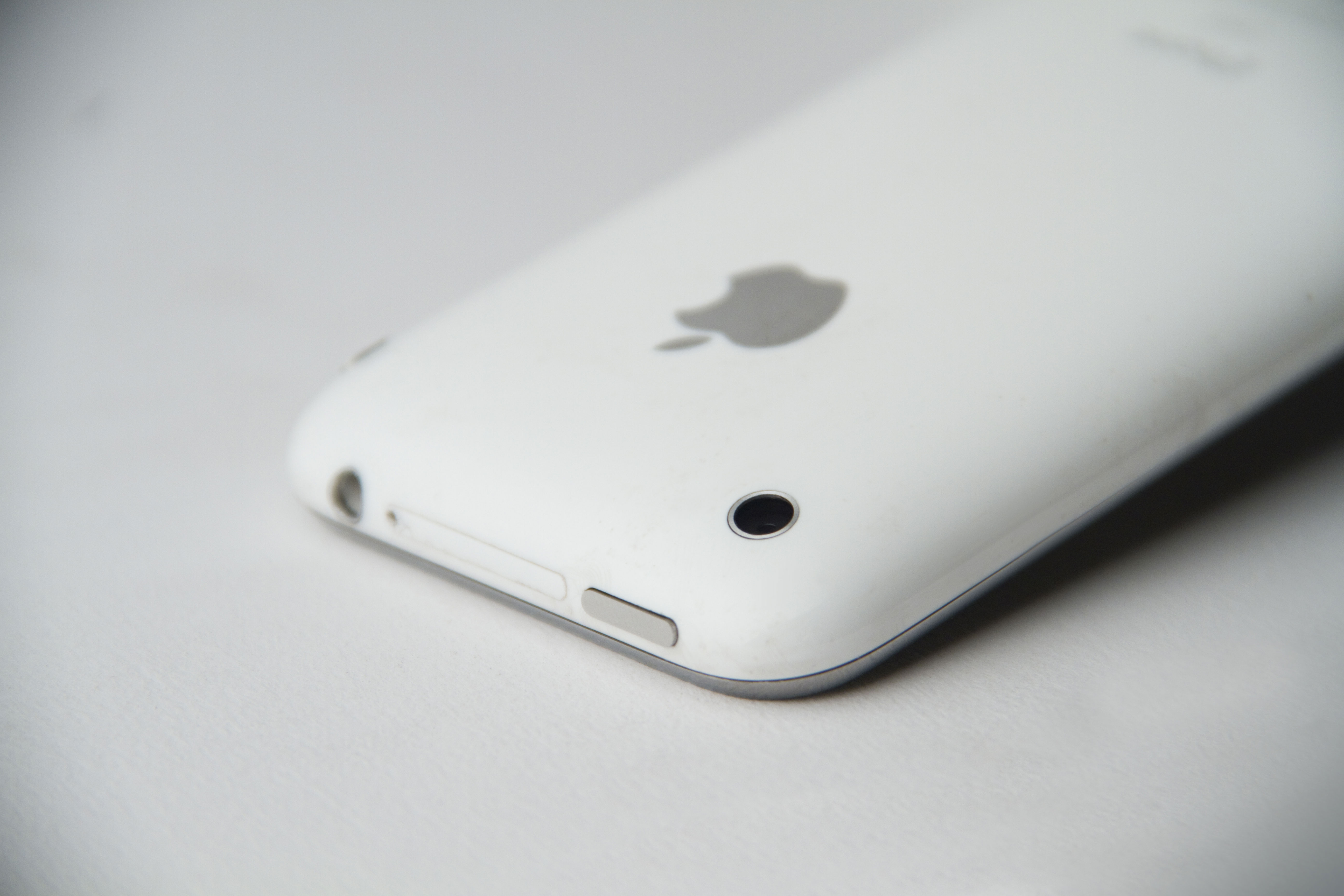
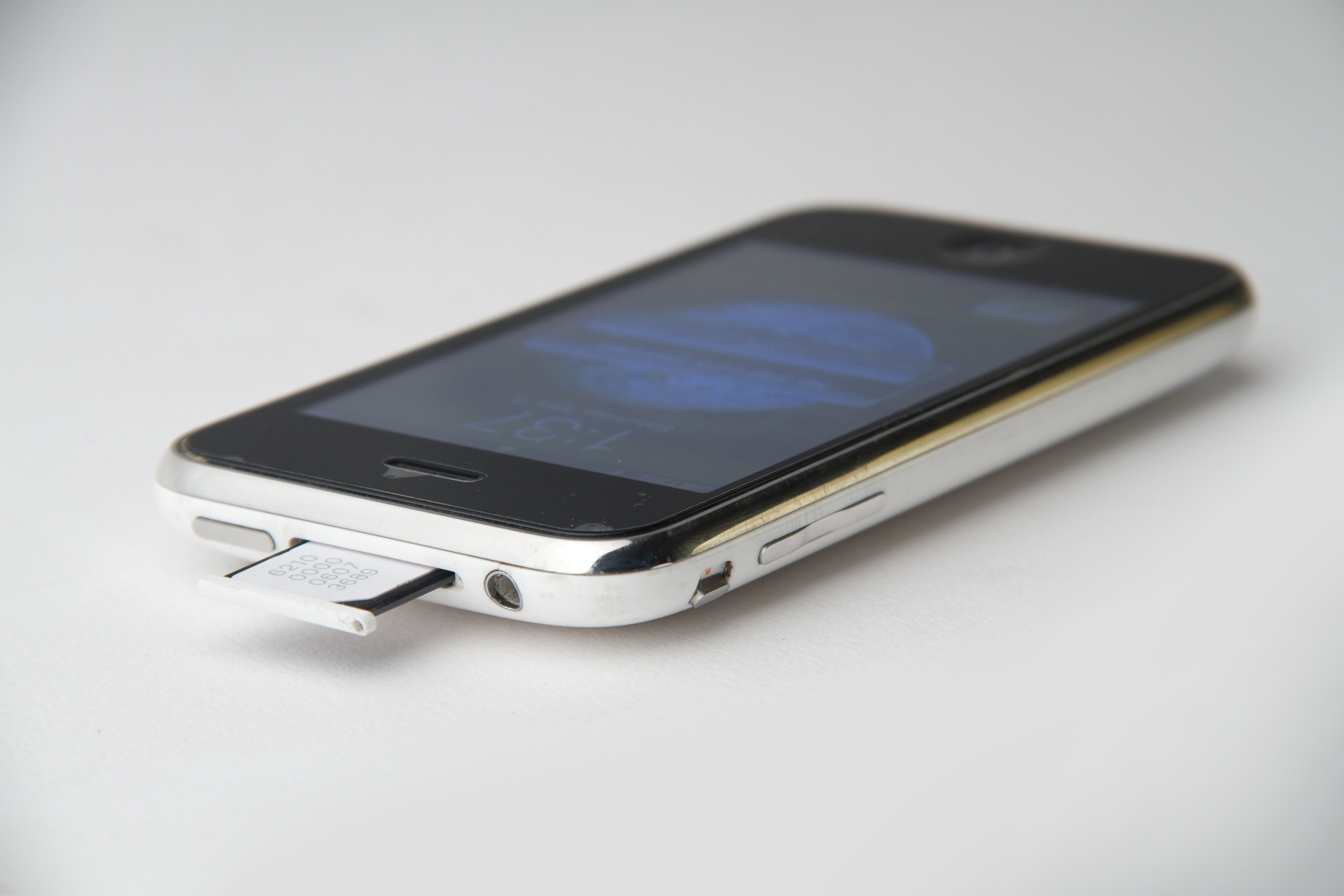
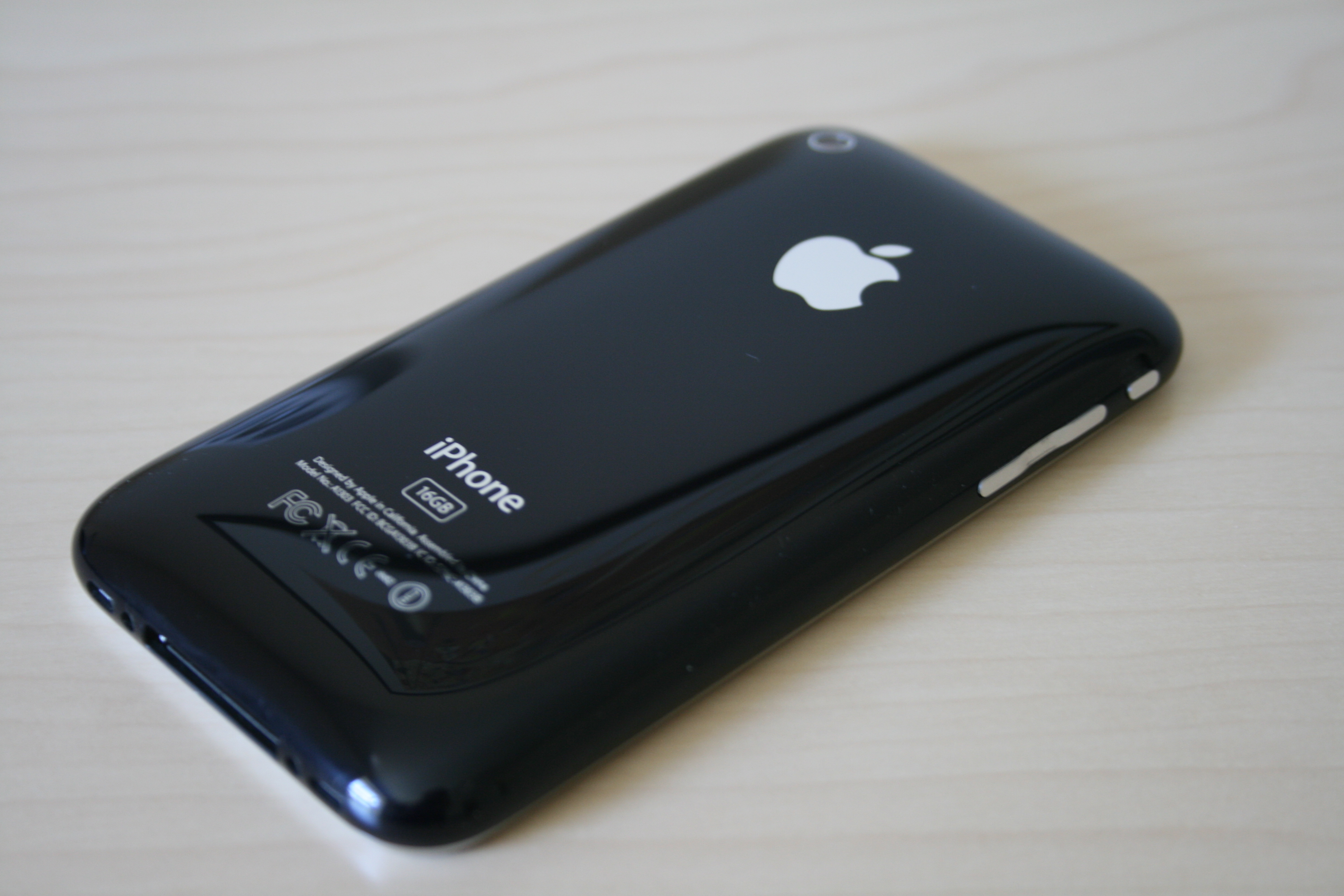
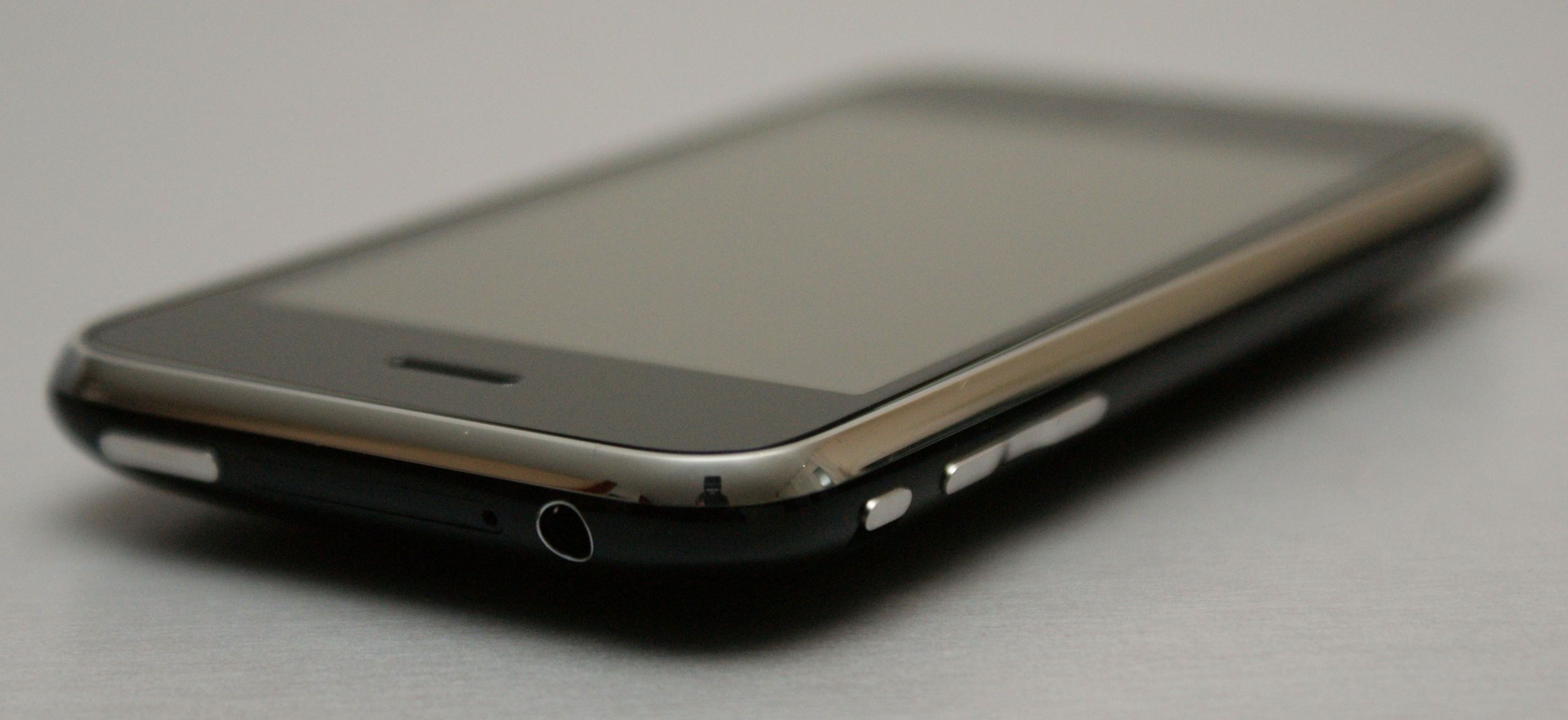
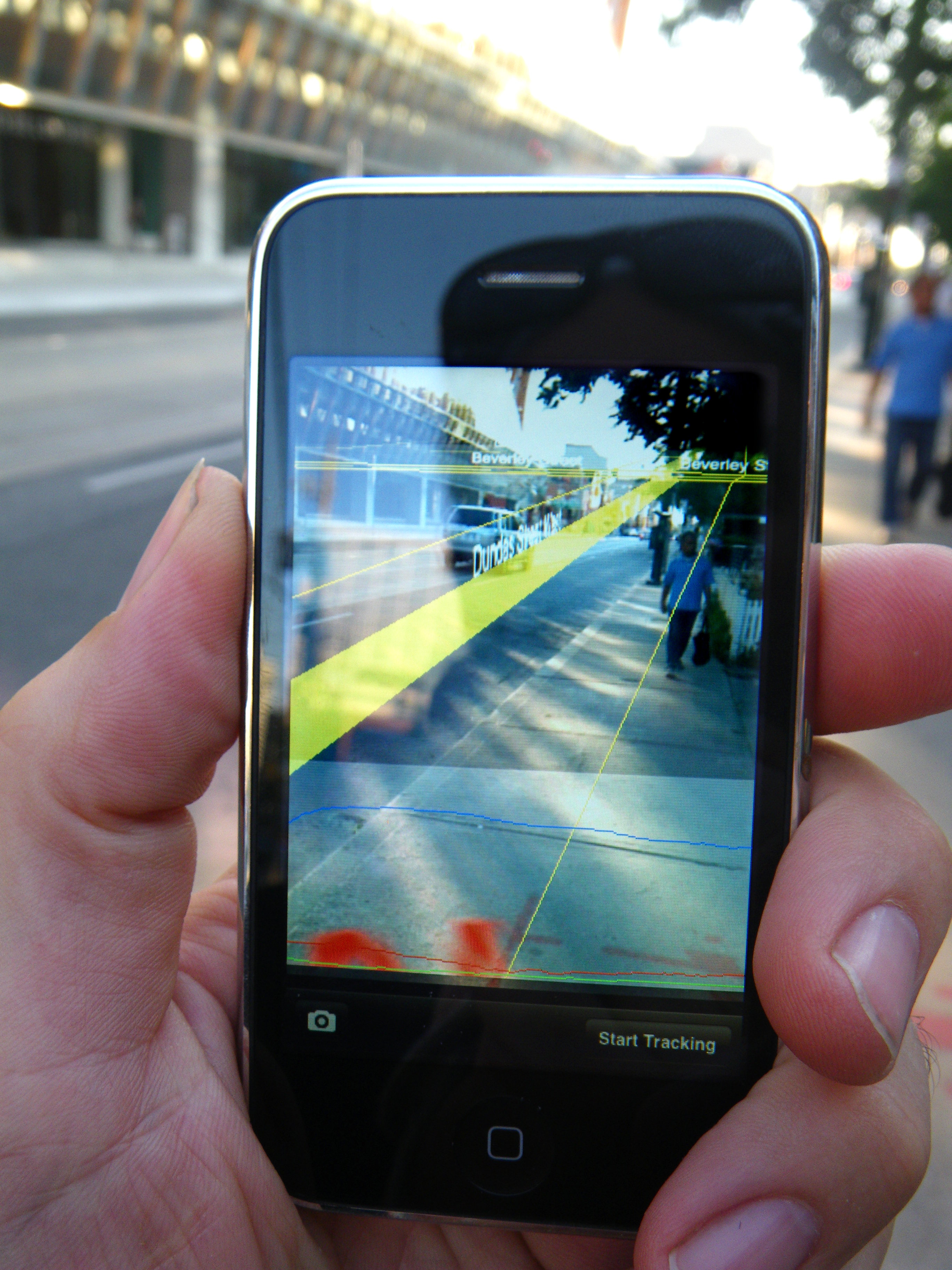